# Charing Cross (London Underground)

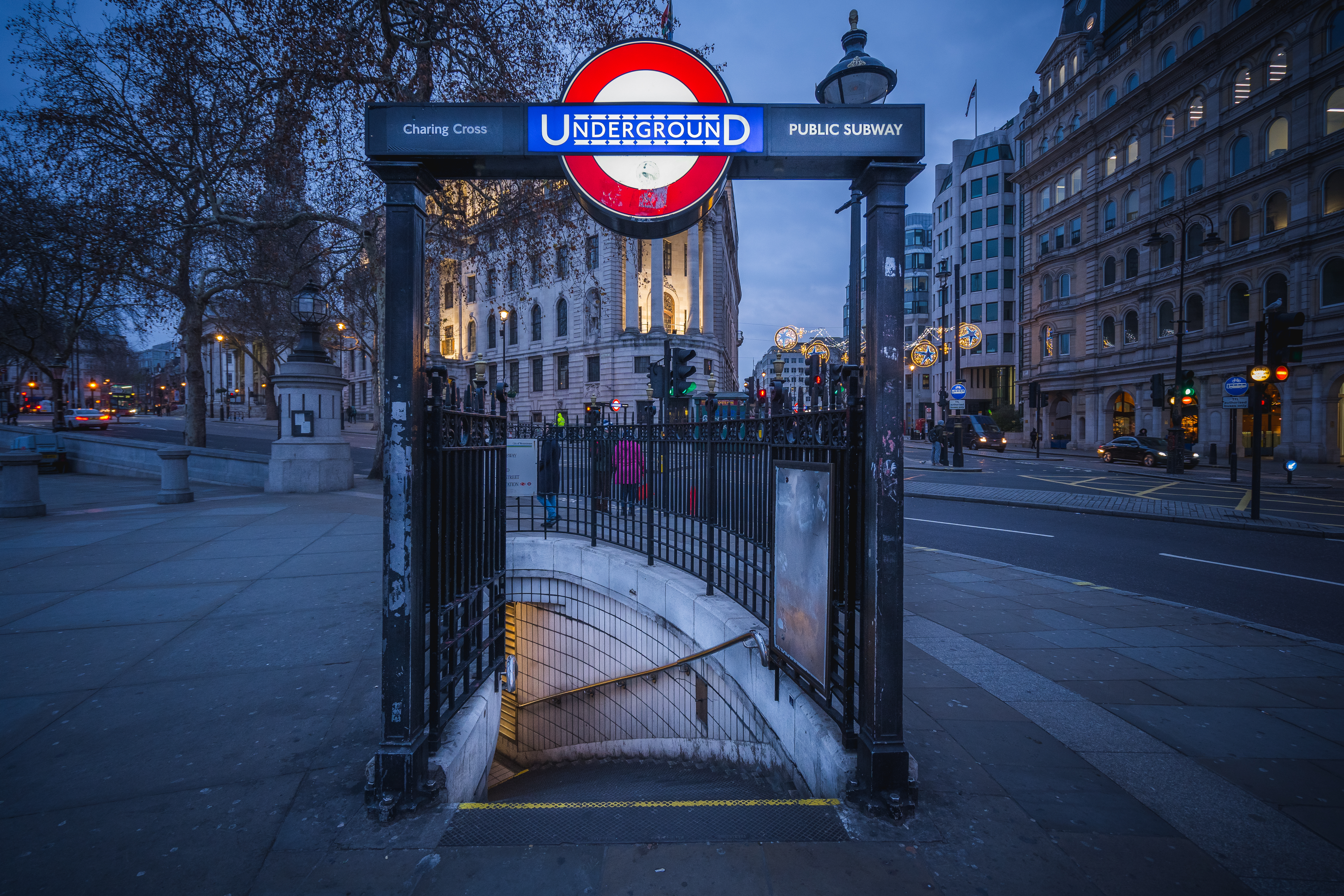
Zugang zur Station vom Trafalgar Square aus (2018)

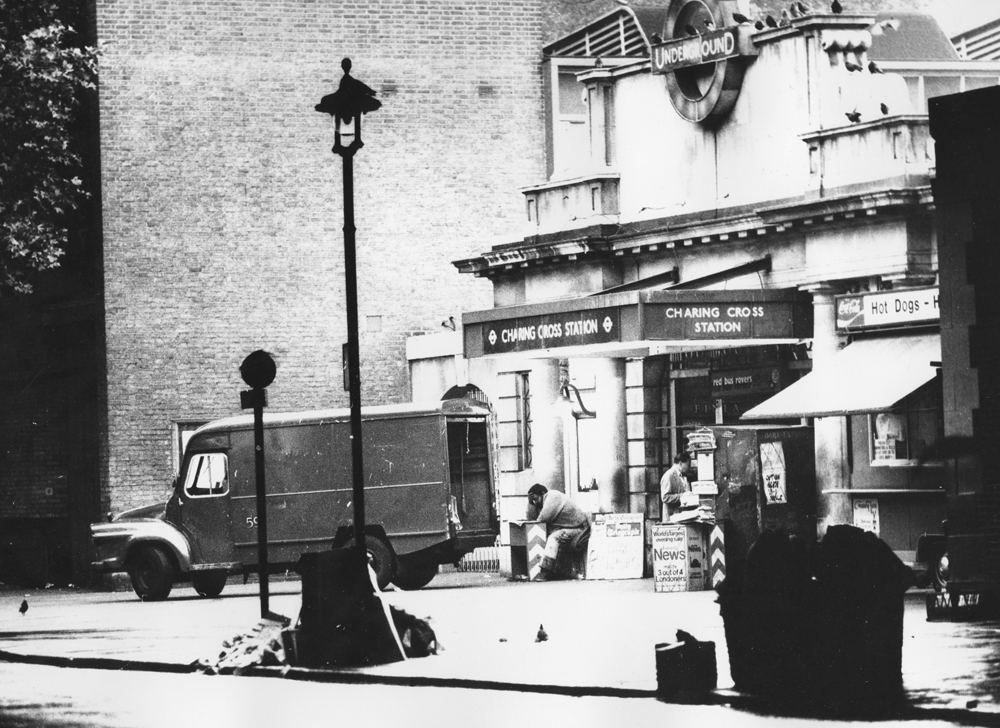
Zugang zur Station (1974)

Charing Cross ist eine Station der London Underground. Hier verkehren die Bakerloo Line und der Charing-Cross-Zweig der Northern Line. Außerdem besteht Anschluss an das britische Bahnnetz am gleichnamigen Kopfbahnhof. Im Jahr 2014 nutzten 21,30 Millionen Fahrgäste die Station in der Travelcard-Tarifzone 1.

## Anlage
Die Station befindet sich im Stadtteil Charing Cross, der zur City of Westminster gehört. Früher hatten sowohl die Northern Line als auch die Bakerloo Line unterschiedliche Namen für diese Station. Bei der Bakerloo Line lautete er Trafalgar Square, bei der Northern Line Strand.
Am Bahnsteig der Northern Line ist ein über 100 Meter langes Wandgemälde von David Gentleman zu sehen, der den Beerdigungszug von Eleonore von Kastilien (der Ehefrau von Eduard I.) von Nottinghamshire zu ihrem Grab in der Westminster Abbey darstellt. Die Züge der Bakerloo Line verkehren an den Bahnsteigen 1 und 2, die der Northern Line an den Bahnsteigen 5 und 6. Die Bahnsteige 3 und 4 waren diejenigen der Jubilee Line und werden nur noch in Ausnahmefällen benutzt.

## Geschichte
Am 10. März 1906 eröffnete die Baker Street & Waterloo Railway (BS&WR) (heutige Bakerloo Line) die Station Trafalgar Square, im Rahmen der Inbetriebnahme der Strecke zwischen Baker Street und Lambeth North. Die Station Charing Cross, damals noch Endpunkt der Strecke der Charing Cross, Euston and Hampstead Railway (CCE&HR), folgte am 22. Juni 1907. Obwohl beide Gesellschaften im Besitz der Underground Electric Railways Company of London (UERL) waren, gab es zwischen ihnen keine direkte unterirdische Verbindung.
Um die Umsteigebeziehungen zu verbessern, wurde die CCE&HR am 6. April 1914 über eine kurze Distanz unter dem Bahnhof Charing Cross hindurch zur Station Embankment verlängert, wo Anschluss an die District Line bestand. Die ursprüngliche Endstation der CCE&HR wurde in Charing Cross (Strand) umbenannt. Am 9. Mai 1915 folgte eine weitere Umbenennung in Strand. Um Verwechslungen zu vermeiden, erhielt die separate Station Strand der Piccadilly Line den Namen Aldwych.
Die Station der Northern Line war wegen des Neubaus der Jubilee Line vom 16. Juni 1973 bis zum 1. Mai 1979 geschlossen. Im Zuge dieser Arbeiten wurden beide Stationen mit langen Fußgängerunterführungen verbunden, zwei neue Bahnsteige für die Jubilee Line gebaut und der Gesamtkomplex unter dem neuen Namen zusammengefasst. Charing Cross war ab 1. Mai 1979 die Endstation der Jubilee Line. Pläne, die Jubilee Line von Charing Cross aus in Richtung Osten zu den Docklands zu verlängern, wurden nie verwirklicht. Am 19. November 1999 schloss man die beiden Bahnsteige der Jubilee Line wieder, weil die Streckenführung der östlichen Verlängerung in Richtung Süden verschwenkt worden war.

## Mediale Rezeption

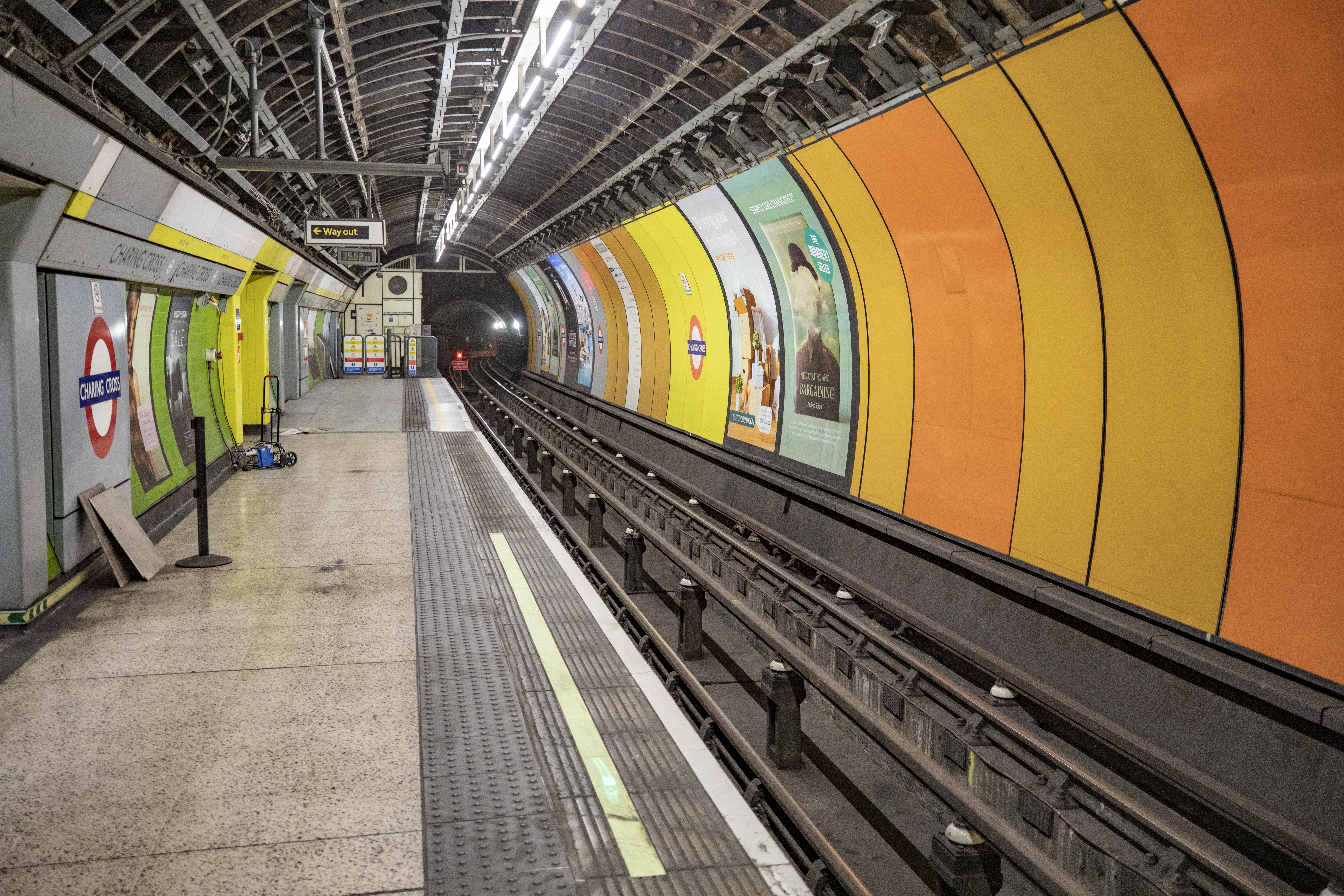
Bahnsteig der Jubilee Line (2019)

Da die Bahnsteige und Gleise der Jubilee Line aus betrieblichen Gründen von Transport for London gewartet werden, können sie von Film- und Fernsehmachern genutzt werden, die einen modernen U-Bahnhof als Drehort benötigen.
Zu den Filmen und Fernsehproduktionen, die in Charing Cross gedreht wurden, gehören unter anderem:
- Das vierte Protokoll (1987)
- Creep (2004)
- 28 Weeks Later (2007)
- Das Bourne Ultimatum (2007)
- Die Flut – Wenn das Meer die Städte verschlingt (2007)
- The Escapist – Raus aus der Hölle (2008)
- Spooks – Im Visier des MI5 (2009)
- James Bond 007: Skyfall (2012)
- Thor – The Dark Kingdom (2013)
- Paddington (2014)
- Killing Eve (2019)